# BTN라디오
BTN라디오는 대한민국의 방송국 BTN불교TV의 라디오 채널 중 하나이다. 매일 오전 5시부터 다음 날 새벽 5시까지 하루 24시간 방송된다. 2015년 3월 1일부터 인터넷 방송이 개국되었다.

## 연혁
- 2015년 3월 1일 BTN불교라디오 울림 개국.
- 2023년 8월 31일 독경 및 명상음악 채널 폐지, 법문채널에서 불교채널로 변경.

## 채널 구성
- 울림채널
- 불교채널

## 지사
- 부산지사 - 부산광역시 해운대구 센텀중앙로 97, 센텀스카이비즈 A동 211호
- 대구지사 - 대구광역시 남구 중앙대로51길 11, 불교대구회관 5층
- 경북지사 - 경상북도 예천군 예천읍 충효로 424-23
- 광주지사 - 광주광역시 서구 운천로 230, 불교회관
- 제주지사 - 제주특별자치도 제주시 중앙로 520호

## 같이 보기
- BTN불교TV